# Grabik (Chorwacja)
Grabik – wieś w Chorwacji, w żupanii bielowarsko-bilogorskiej, w mieście Čazma. W 2011 roku liczyła 57 mieszkańców.